# Altoparlantes 2
Altoparlantes 2 es el segundo EP de la banda de punk rock argentina Expulsados, publicado en el año 2008 por las discográficas Sony BMG/PopArt Discos. Fue producido por la banda y es el último trabajo con Ariel Expulsado como miembro del grupo. Este EP es la secuela de Altoparlantes (2001) y, al igual que el anterior, está conformado por versiones de diversos artistas como The Who, Beach Boys, The Chiffons y The Hollies, entre otros.

## Lista de canciones
| N.º   | Título                                                   | Duración |  |
| 1.    | «The Pink Panther» (Henry Mancini)                       | 1:36     |  |
| 2.    | «I'm a Boy» (Pete Townshend)                             | 2:34     |  |
| 3.    | «(What a) Wonderful World» (S. Cooke/H. Alpert/L. Adler) | 1:52     |  |
| 4.    | «One Fine Day» (G. Goffin/C. King)                       | 2:30     |  |
| 5.    | «Yes I Will» (G. Goffin/R. Titelman)                     | 2:47     |  |
| 6.    | «Hats Off to Larry» (Del Shannon)                        | 2:27     |  |
| 7.    | «Oh Boy» (S. West/B. Tilghman/N. Petty)                  | 2:03     |  |
| 8.    | «The Man with All the Toys» (B. Wilson/M. Love)          | 2:41     |  |
| 18:36 |                                                          |          |  |

## Créditos
Expulsados
- Sebastián Expulsado - Voz
- Marcelo Expulsado - Guitarra
- Ariel Expulsado - Bajo y coros
- Bonzo Expulsado - Batería